# Otto Zardetti
John Joseph Frederick Otto Zardetti (ur. 24 stycznia 1847 w Rorschach, zm. 9 maja 1902 w Rzymie) – szwajcarski duchowny katolicki, dyplomata.

## Życiorys
Otto Zardetti urodził się w 1847 r. w Rorschach jako syn Eugena Zardettiego i jego Annette Anny. Pochodził ze średniozamożnej rodziny chłopskiej, która przeprowadziła się do Szwajcarii z Włoch w XVIII w.
Zardetti ukończył miejscową szkołę podstawową oraz średnią w Rohrschach, a następnie kontynuował naukę w szkole jezuickiej w Feldkirch w Austrii. Po jej ukończeniu wrócił do Szwajcarii, gdzie wstąpił do niższego seminarium duchownego im. św. Jerzgo. Studiował potem teologię i filozofię w Innsbrucku. Ze względu na swoje talenty do poznawania nowych języków został skierowany do pracy w kurii rzymskiej. W 1870 r. uzyskał stopień naukowy doktora teologii w Innsbrucku oraz otrzymał święcenia kapłańskie.
Jego talenty językowe oraz biegła znajomość języków: francuskiego, angielskiego oraz włoskiego, jak również ojczystego niemieckiego przyniosło mu stanowisko profesora retoryki w Sankt Georgen. W 1879 r. wyruszył na swoją pierwszą misję do Stanów Zjednoczonych, gdzie został zaproszony przez arcybiskupa Milwaukee, Heissa do wykładania dogmatyki w Metropolitarnym Seminarium Duchownym w Wisconsin. Papież Leon XIII mianował go w 1889 r. do biskupem Saint Cloud w Minnesocie. W związku z tym że źle znosił zmiany klimatyczne, poprosił o powrót do Europy. Papież mianował go arcybiskupem Bukaresztu w 1894 r. Nie mógł dogadać się z miejscowymi władzami, dlatego poprosił o przeniesienie rok później. Następnie został mianowany arcybiskupem tytularnym Mocissus i zamieszkał w Rzymie, gdzie został członkiem kurii. Zmarł w 1902 r.